# Barry Seal
Adler Berriman Seal, más conocido por «Barry Seal» (Baton Rouge; 16 de julio de 1939-Ib.; 19 de febrero de 1986) fue un piloto estadounidense, un mercenario de la Agencia Central de Inteligencia (CIA), traficante e informante de la Administración para el Control de Drogas (DEA). Después de ser arrestado en 1984 en Fort Lauderdale, Florida por lavado de dinero y contrabando de Quaalude, negociaría un acuerdo con la justicia que incluyó su conversión como informante de la DEA y testificar en contra de sus anteriores socios el Cartel de Medellín, ayudando a enviar a varios de ellos a la cárcel. En el punto más álgido del escándalo Irán-Contras, hizo revelaciones sobre la forma en como la CIA financió a la contra nicaragüense con recursos del narcotráfico. Fue asesinado por orden de Pablo Escobar el 19 de febrero de 1986 en Baton Rouge, Luisiana,  después de saberse que era un informante.

## Biografía

### Primeros años y entrenamiento militar
Barry Seal nació en Baton Rouge, Luisiana el 16 de julio de 1939. Su padre, mayorista de caramelos, era miembro del Ku Klux Klan. Desde niño fue un fanático de la aviación. Se convirtió en el piloto más joven de Estados Unidos en hacer su primer vuelo solitario a los 15 años. En 1955 Seal se unió a la Patrulla Civil Aérea (CAP) en Baton Rouge. Era compañero de Lee Harvey Oswald, Pronto Seal tomaba parte en los entrenamientos de la Patrulla en New Orleans que era dirigida por David Ferrie. De acuerdo con John Odom, un antiguo miembro de la Patrulla, Seal fue compañero de Lee Harvey Oswald durante su entrenamiento. La Patrulla Civil Aérea era un sitio conocido de reclutamiento de la CIA y de la ONI.
En 1964 se unió al 245.º Batallón de Ingenieros con sede en San Luis. Fue dado de baja en 1966. Poco después se fue a trabajar para Howard Hughes y la TWA Corporation, donde permaneció hasta su despido en julio de 1972, en medio de una causa judicial por contrabando de explosivo plástico. La causa finalmente se archivó por errores de procedimiento, pero Seal ya había perdido el empleo. 
Según su biógrafo, Daniel Hopsicker en Barry & 'the Boys' , Seal «se convierte en primer lugar, en el capitán más joven de Boeing 707 y, más tarde en el joven capitán de un Boeing 747».

Barry Seal hizo un montón de cosas buenas a finales de los 60. En 1967 y 1968, fue con Air América —empresa fachada de la CIA— a Vietnam del Sur y Laos durante las operaciones de búsqueda y destrucción de la Operación Phoenix trabajando con Ted Shackley y sus muchachos. Había sido contratado por sus relaciones con el «asunto cubano».
Declaración de Tosh Plumlee a Daniel Hopsicker.

### Narcotraficante
Después de contactar para la CIA a varias organizaciones productoras de droga de Latinoamérica, empezó a desarrollar su estrategia de narcotráfico para favorecer a la CIA. Para 1981 ya se había asociado con Juan David Ochoa, Jorge Luis Ochoa, Fabio Ochoa Vásquez y el Cartel de Medellín, transportando lucrativos cargamentos de cocaína —esto de acuerdo al documental Frontline: Godfather of Cocaine acerca de la guerra de las drogas—. Se convirtió en el más grande traficante de droga de Norteamérica, en los Fairchild C-123 Provider propiedad de la CIA.
Inicialmente trabajaba con cultivadores de marihuana sudamericanos. Después empezó a transportar cocaína en conjunto y disimulado en sus transportes generales. En 1979 fue arrestado en Honduras pasando nueve meses en prisión. Una vez liberado, tuvo una reunión con otro piloto, William Roger Reaves, quien accedió presentarlo a la familia Ochoa. Los Ochoa, con Jorge Luis Ochoa Vásquez y Pablo Emilio Escobar Gaviria como líder, dirigían el Cartel de Medellín.

### Asesinato
El 19 de febrero de 1986, fue ametrallado en Baton Rouge, enfrente de una sede del Ejército de Salvación. Mientras estaba sentado en su Cadillac, un hombre portando una metralleta Ingram MAC-10  se aproximó a él, vaciando el cargador en Seal y matándolo instantáneamente, lo cual finalizó la más importante investigación de la DEA hasta el momento. Varios asesinos del Cartel de Medellín  fueron aprehendidos cuando trataban de dejar Luisiana poco después de asesinar a Seal.
Según el The New York Times, Luis Carlos Quintero-Cruz, —el hombre que disparó—, Miguel Vélez y Bernardo Antonio Vásquez fueron convictos del asesinato de Barry Seal y sentenciados a cadena perpetua.

## En la cultura popular
El autor Daniel Hopsicker escribió el libro Barry & 'the Boys' : The CIA, the Mob and America's Secret History.
El canal de televisión norteamericano HBO hizo en 1991 la película Barry Seal —Doublecrossed se llamó en inglés—.
En septiembre de 2017 se estrenó American Made, (Barry Seal, el traficante -en España-) protagonizada por Tom Cruise y dirigida por Doug Liman, con quien ya trabajó en Al filo del mañana. La película no es muy fiel a la historia real, sino que agrega sucesos falsos o no muy probados para fines de dramatismo.
Llegó a aparecer en la famosa serie Narcos en el mismo episodio en el que dejó de aparecer, debido a su muerte prematura en la serie.
También aparece en la serie Pablo Escobar, el patrón del mal con el nombre de Harry Beal.